# OLiA
OLiA (dříve AirPlay – Top, Polish Airplay Chart, Poland Top 5, poté Top 5 Airplay) je oficiální žebříček 100 nejhranějších skladeb v rozhlasových stanicích v Polsku. Vychází každý týden na stránkách Polské společnost fonografického průmyslu (ZPAV), kde se nachází i její archivy. Sledováním popularity skladeb se zabývá BMAT, což je španělská firma monitorující 700 rozhlasových a televizních stanic ve více než 50 zemích po celém světě.

## Historie
Do září 2013 žebříček Airplay monitorovala společnost Nielsen Media Control. Na oficiálních internetových stránkách Nielsen Music od roku 2006 do roku 2011 byl každý týden vydán žebříček (ve formě Top 5), který zachycoval popularitu písní v předchozím týdnu. Kromě polského žebříčku zde byl prezentován také žebříček americký, celoevropský, anglický, německý, francouzský nebo italský.
V roce 2013 Nielsen Media Control ukončil sledování popularity skladeb v rádiu. Od té doby se přípravou podkladů pro oficiální polské žebříčky Airplay zabývá společnost BMAT, která po jejich vytvoření sleduje 74 rozhlasových stanic (místní a celopolské). Od října 2013 byl sestavován žebříček celkem dvaceti skladeb (oproti dřívějším 5). Od listopadu 2015 je vydáván žebříček 100 nejhranějších skladeb.